# Josef Halbmayr
Josef Halbmayr (* 1955) ist ein österreichischer Manager. Er war ab 17. Mai 2016 interimistischer Chief Executive Officer der Österreichischen Bundesbahnen. Ihm folgte am 24. Mai 2016 Andreas Matthä in dieser Funktion nach. Gemeinsam mit Matthä bildete Finanzvorstand Halbmayr einen Zweiervorstand.

## Leben
Halbmayr studierte an der Johannes-Kepler-Universität Linz Betriebswirtschaft und absolvierte 1990 ein einjähriges MBA-Programm an der University of Toronto. Von 1997 bis 1999 war er Leiter des Bereichs Postauto bei der Post und Telekom Austria und bis 2004 Mitglied des Vorstandes bei der Post AG. 2005 wechselte er in den Vorstand der Wiener Privatbank Immobilieninvest AG und von dort in die staatliche ÖBB.
Im Mai 2018 wurde bekannt, dass er sein ÖBB-Vorstandsmandat vorzeitig mit Jahresende 2018 zurücklegt. Sein Vertrag wäre noch bis 2020 gelaufen. Im Dezember 2018 wurde Arnold Schiefer zu seinem Nachfolger als Finanzvorstand der ÖBB-Holding berufen, er übernahm diese Funktion mit 1. April 2019.